# Friedhelm Ottfried Goepel

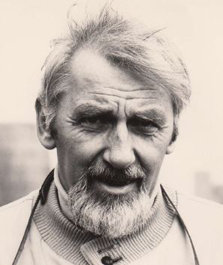
Friedhelm Ottfried Goepel (1928–2013)

Friedhelm Ottfried Goepel (* 15. März 1928 in Essen; † 20. Juni 2013 ebenda) war ein deutscher Künstler und Kunsterzieher in Essen.

## Leben
Friedhelm Goepel wurde als einziges Kind der Eheleute Eleonore Goepel, geb. Hoffmann, und Otto Goepel, Industriemeister, in Essen geboren. Nach dem Besuch der Grundschule an der Getrudiskirche besuchte er das Humboldt-Gymnasium Essen und wurde 1944 als Flakhelfer zum Kriegsdienst eingezogen. Nach Kriegsende folgte 1947 das Abitur am Humboldt-Gymnasium.
Von 1947 bis 1949 besuchte Goepel die Malklasse von Josef van Heekern in Essen, der Vorsitzender des Vorläufers des Ruhrländischen Künstlerbundes war. 1950 bis 1954 studierte Goepel Malerei und graphische Gestaltung an der Folkwangschule Essen, der Kunstakademie Düsseldorf und der Universität zu Köln. In Düsseldorf studierte er zusammen mit den Künstlern Heinz Mack, Günther Uecker und Otto Piene. 1963 folgte daraus eine Gemeinschaftsausstellung mit der Gruppe Zero in der Galerie Diogenes in Berlin. 1953 wurde Friedhelm Goepel Mitglied des Ruhrländischen Künstlerbundes.
Goepel trat nach Abschluss seines Kunst- und Werkstudiums 1955 als Kunsterzieher in den Schuldienst ein. Als zweites Fach hatte er in Köln Erdkunde studiert, war aber zeit seiner Berufstätigkeit bis 1990 ausschließlich als Kunsterzieher tätig, zunächst am Burggymnasium Essen, ab 1959 am Helmholtz-Gymnasium Essen.
Goepel war seit 1955 mit Frau Rosemarie, geb. Weller, verheiratet und hatte zwei Söhne. Er verstarb 2013, nachdem er die künstlerische Arbeit schon einige Jahre zuvor wegen zunehmender Demenz aufgegeben hatte.

## Werk
Neben seiner hauptberuflichen Tätigkeit schuf Friedhelm Goepel ein umfangreiches malerisches und graphisches Werk. Es liegen heute ca. hundert großformatige Arbeiten auf Hartfaser, Holz und Leinen sowie ca. 400 Blatt Grafiken, Zeichnungen und Linoldrucke vor.
Sein gestalterische Werk lässt sich in vier Phasen einteilen:
- Akademiezeit 1949–1954: Landschaften, Stillleben, Aktzeichnungen, Kalligraphie
- Abstrakte Phase 1955–1967: Rhythmen, Stadtimpressionen, freie Kompositionen
- Graphische Phase 1968–1990: Farb- und Formgestaltung, graphische Experimente
- Konkreter Surrealismus 1990–2005: Stillleben, Porträts, Familienimpressionen, Strand- und Meerszenen

Neben der Malerei und Grafik beschäftigte sich Goepel auch mit Schmuck-Gestaltung und Fotografie.

## Ausstellungen
Goepel nahm an etlichen Gemeinschaftsausstellungen des Ruhrländischen Künstlerbundes Essen und des Forums Bildender Künstler Essen teil, so zum Beispiel:
- 1958: Deutscher Künstlerbund, Gemeinschaftsausstellung, Essen
- 1959: Farbige Grafik, Gemeinschaftsausstellung, Kestnergesellschaft Hannover
- 1961: Stuttgarter Bücherstuben, Einzelausstellung, Essen
- 1963: Gruppe Zero, Gemeinschaftsausstellung, Galerie Diogenes Berlin
- 1964: Forum Bildender Künstler, Einzelausstellung, Essen

## Galerie

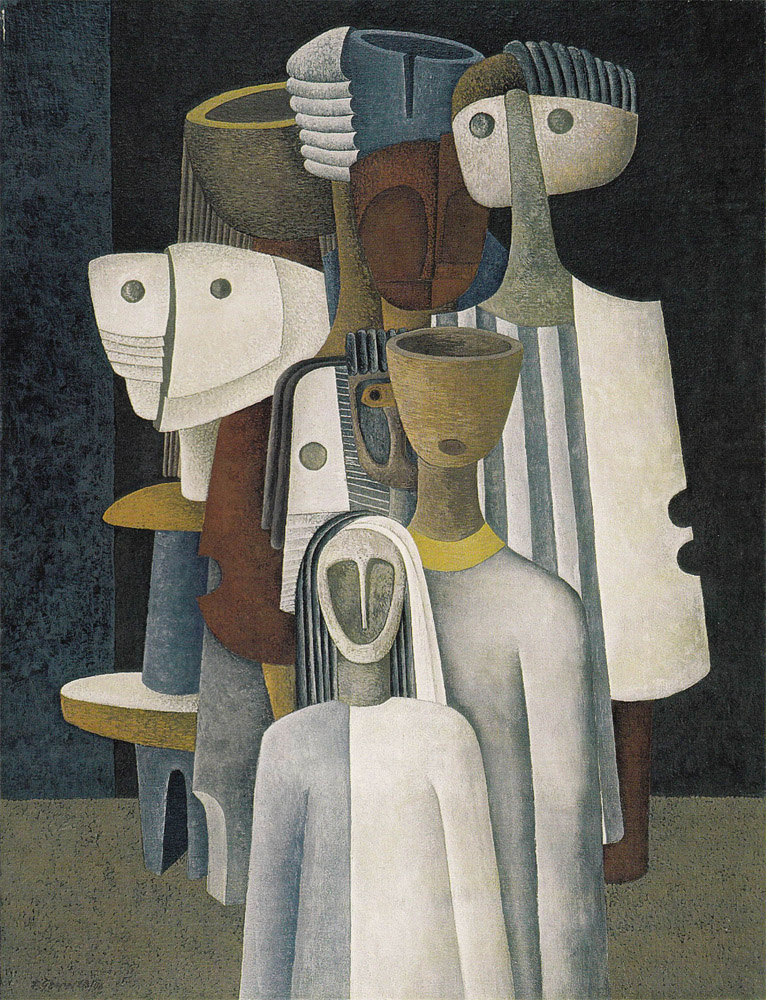
Familie, 1996 (Sammlung M. Goepel)
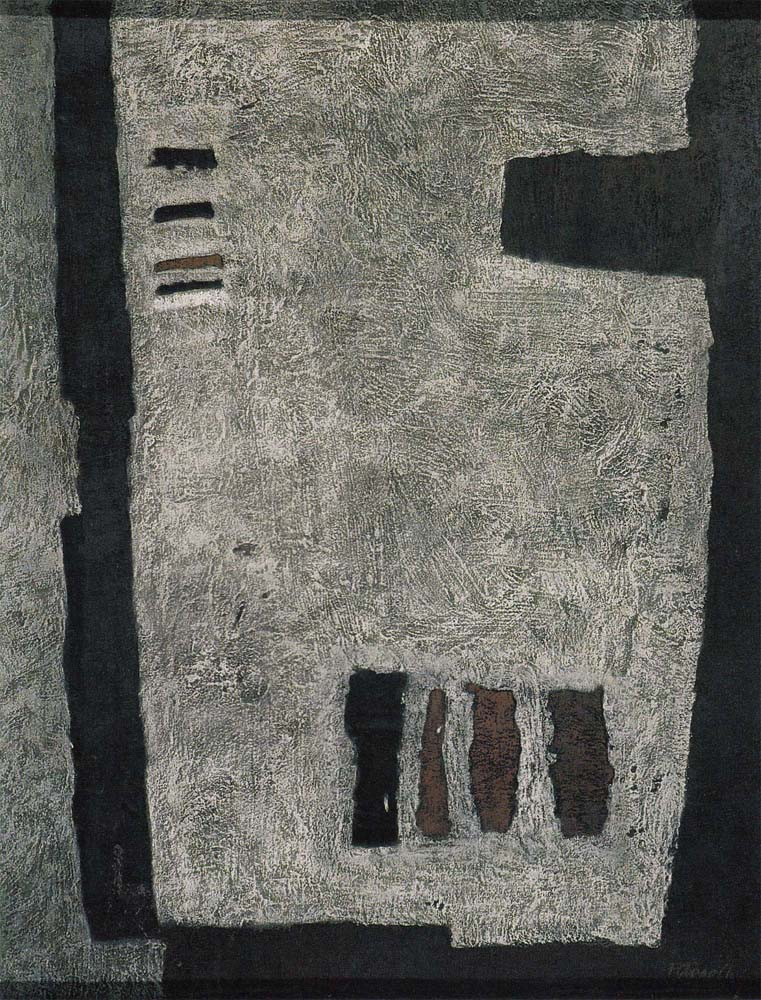
Stille Form, 1966 (Privatsammlung)